# کرایوو (آلکسیناتس)
کرایوو (به صربی: Kraljevo) یک منطقهٔ مسکونی در صربستان است که در الکسیناتس واقع شده‌است. کرایوو ۹۳۰ نفر جمعیت دارد.